# We Were So Turned On: A Tribute to David Bowie
We Were So Turned On: A Tribute to David Bowie é um álbum tributo à David Bowie com lançamento mundial no dia 6 de setembro de 2010 pela gravadora Manimal Vinyl, como um projeto de caridade favorecido à entidade britânica War Child. No álbum há contribuições musicais de  Duran Duran, Carla Bruni, Devendra Banhart, Vivian Girls, Edward Sharpe and the Magnetic Zeros, A Place to Bury Strangers, entre outros.
Este é o único álbum tributo que recebeu a aprovação do próprio David Bowie e de seu empresário. O projeto iniciou no começo de 2008 pelo fundador da Manimal Vinyl Paul Beahan. O álbum contava originalmente com as contribuições de Radiohead, Nine Inch Nails e MGMT, que foram todos retirados do projeto devido ao conflito de datas e horários.
A arte da capa foi feita pela artista e musicista de Los Angeles Nico Turner. A capa mostra três imagens de Ziggy Stardust preenchidas com texturas psicodélicas. Na semana anterior ao laçamento do álbum, a gravadora lançou o cover "Suffragette City" pela banda "A Place to Bury Strangers" no blog Cover Me Songs, o vídeo "China Girl" pela banda "Xu Xu Fang" alcançou número 1 na lista de final de ano (referente a 2010) do blog Cover Me Songs.

## Faixas

### Disco um
1. "Space Oddity" (por Exitmusic)
2. "Boys Keep Swinging" (por Duran Duran)
3. "Sound and Vision" (porMegapuss e Devendra Banhart)
4. "Ashes To Ashes" (por Warpaint)
5. "Be My Wife" (por Corridor)
6. "Always Crashing in the Same Car" (por Chairlift)
7. "John, I'm Only Dancing" (por Vivian Girls)
8. "Fame" (por All Leather)
9. "I'm Afraid of Americans" (por We Are The World)
10. "Suffragette City" (por A Place to Bury Strangers)
11. "Repetition" (por Tearist)
12. "Look Back In Anger" (por Halloween Swim Team)
13. "Fashion" (por Afghan Raiders)
14. "Theme from Cat People" (por Polyamorous Affair)
15. "Red Money" (por Swahili Blonde feat. John Frusciante)
16. "I'm Deranged" (por Jessica 6, ex-Hercules and Love Affair)
17. "African Night Flight" (por Aska + Bobby Evans feat. Moon & Moon)
18. "China Girl" (por Xu Xu Fang)

### Disco dois
1. ""Heroes""(por VOICEsVOICEs)
2. "Absolute Beginners" (por Carla Bruni)
3. "Blue Jean" (por Papercranes)
4. "Life On Mars?" (por Keren Ann)
5. "Changes" (por Lewis & Clarke (band))
6. "It Ain't Easy" (por ZAZA (band))
7. "Soul Love" (por Genuflex)
8. "The Bewlay Brothers" (por Sister Crayon)
9. "Art Decade" (por Marco Benevento)
10. "Ashes to Ashes" (por Mick Karn)
11. "As the World Falls Down" (por Lights (NYC))
12. "The Supermen" (por Aquaserge)
13. "Starman" (por Caroline Weeks)
14. "Quicksand" (por Rainbow Arabia)
15. "Sound and Vision" (por Mechanical Bride)
16. "Memory of a Free Festival" (por Edward Sharpe and the Magnetic Zeros)

### Bônus iTunes
1. "Letter to Hermione" (por Viv Albertine)
2. "Ziggy Stardust" (por Ariana Delawari)
3. "Oh You Pretty Things" (por Gangi)
4. "The Man Who Sold The World" (por Amanda Jo Williams)
5. "Within You" (por Laco$te)
6. "Heathen (The Rays)" (por Universe)
7. "The Secret Life of Arabia" (por St. Clair Board)
8. "Modern Love" (por Pizza!)